# Freddy Bienstock
Freddy Bienstock (* 24. April 1928 in der Schweiz; † 20. September 2009 in New York) war ein US-amerikanischer Musikproduzent.

## Leben
Bienstocks Familie zog nach Wien, als er drei Jahre alt war. Zusammen mit seinem Bruder emigrierte er kurz vor dem Ausbruch des Zweiten Weltkriegs in die USA. Zunächst arbeitete er als Angestellter bei dem Plattenlabel Chappell & Company und schloss sich dann dem von seinen beiden Cousins gegründeten Musikverlag Hill and Range Songs an, der unter anderem Titel von Elvis Presley verlegte. 1966 kaufte er die britische Partnerfirma von Hill and Range Songs, Belinda Music und nannte sie in Carlin Music Corporation um. Auf dem Label veröffentlichte er daraufhin unter anderem The Kinks, The Animals und Cliff Richard.
1969 verließ er die Firma seiner Cousins und gründete mit Leiber/Stoller die Hudson Bay Music Company, die er sukzessive durch Zukäufe von Koppelman and Rubin, Starday, King Records, Herald Square Music und Times Square Music erweiterte. Bei letzteren beiden handelte es sich um ehemalige Tochterunternehmen der The New York Times, welche die Rechte an mehreren Broadwaystücken (unter anderem Anatevka und Cabaret) hielten. 1980 wurde die Zusammenarbeit mit Leiber und Stoller beendet. Bienstock kaufte im darauf folgenden Jahre den Musikverlag Edward B Marks Music Co., der unter anderem die Vertriebsrechte an den Kompositionen von Jim Steinman hielt. 1984 wurde er CEO von Chappell & Company, als Hauptaktionär war er später auch am Verkauf an Warner Communications beteiligt.
Bis zu seinem Tod blieb Bienstock CEO der Carlin Music Corporation treu, seit 1989 ist seine Tochter Caroline COO und seit 1994 arbeitet sein Sohn Robert dort als Senior Vice President. Bienstock war daneben Vorstandsmitglied der ASCAP.